# Coal and Candle Creek
Coal and Candle Creek är ett vattendrag i Australien. Det ligger i delstaten New South Wales, i den sydöstra delen av landet, omkring 27 kilometer norr om delstatshuvudstaden Sydney.
I omgivningarna runt Coal and Candle Creek växer i huvudsak städsegrön lövskog. Runt Coal and Candle Creek är det tätbefolkat, med 659 invånare per kvadratkilometer. Genomsnittlig årsnederbörd är 1 380 millimeter. Den regnigaste månaden är februari, med i genomsnitt 200 mm nederbörd, och den torraste är juli, med 36 mm nederbörd.